# Pau Parellada i Molas
Pau Parellada i Molas (Valls, 1855 - Saragossa, 1944) fou un escriptor, caricaturista, comediògraf i periodista català. També conegut amb els pseudònims de Melitón González o Pancho y Mendrugo.
Antic militar, es graduà com a tinent d'enginyers el 1878, i en retirar-se, al 1920, era coronel de pontoners. Va viure a Saragossa, on va ser professor de l'Acadèmia General Militar.
Des del 1884 es dedicà a l'humorisme i la caricatura, col·laborant en diverses publicacions, entre les quals Barcelona Cómica, Gedeón, La Vanguardia, Blanco y Negro, ABC, Nuevo Mundo, Nuevo Mundo, La Correspondencia de España o l'Heraldo de Aragón, entre d'altres.
Com a comediògraf estrenà al Teatre Lara de Madrid nombrosos sainets a través dels quals intentava defensar l'idioma castellà contra els barbarismes. També produí obra en català que sovint eren traduccions pròpies dels altres (La forastera, Lo mosso de l'esquadra, La tornada d'en Baldiri, Quatre passos i a pistola, L'himne de Riego, etc.).

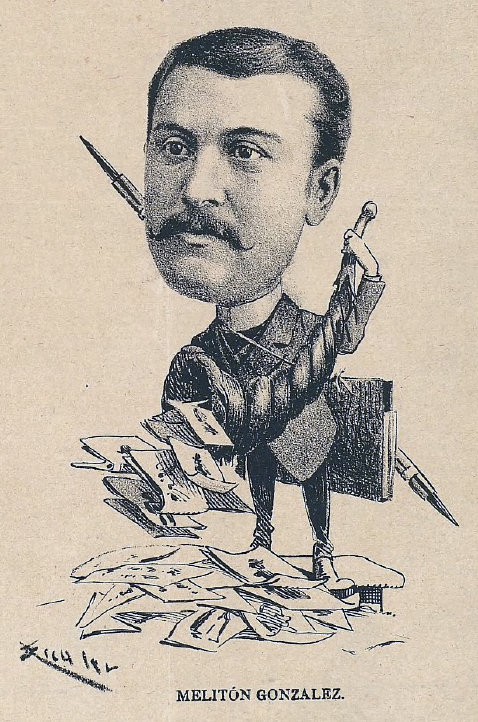
Pau Parellada en una caricatura de Ramon Escaler